# Pierre Nguyễn Văn Khảm
Pierre Nguyễn Văn Khảm (ur. 2 października 1952 w Hà Đông) – wietnamski duchowny rzymskokatolicki, od 2014 biskup Mỹ Tho.

## Życiorys
Święcenia kapłańskie przyjął 30 sierpnia 1980 i został inkardynowany do archidiecezji Ho Chi Minh. Po kilkuletnim stażu wikariuszowskim został wykładowcą diecezjalnego seminarium. W latach 2001–2004 studiował w Stanach Zjednoczonych, zaś po powrocie do kraju objął funkcję dyrektora diecezjalnego centrum duszpasterskiego. W marcu 2008 został sekretarzem wykonawczym w wietnamskiej Konferencji Episkopatu.
15 października 2008 został prekonizowany biskupem pomocniczym Ho Chi Minh ze stolicą tytularną Trofimiana. Sakry biskupiej udzielił mu 15 listopada 2008 kard. Jean-Baptiste Phạm Minh Mẫn.
26 lipca 2014 otrzymał nominację na biskupa Mỹ Tho, zaś 30 sierpnia 2014 kanonicznie objął urząd.
W 2016 został wybrany sekretarzem generalnym Konferencji Episkopatu Wietnamu.